# Locuzione interiore
La Chiesa cattolica definisce locuzione interiore il rapporto che nasce tra il cuore dell'uomo e l'ascolto della parola di Dio.
È di fondamentale importanza il silenzio interiore per arrivare a questa realtà.
La locuzione interiore è inoltre considerata una via per ricevere parole e messaggi da Cristo o dalla Madonna.
Il teologo A. Tanquerey definisce il fenomeno così:
 "La locuzione interiore è una manifestazione divina sotto forma di parola intesa dai sensi esterni ed interni o direttamente dall'intelletto umano. Esse sono parole o di Gesù o della Madonna o dello Spirito Santo chiarissime, avvertite dalla persona che le riceve come se nascessero dal cuore, e che, collegate fra loro, formano un messaggio".